# Software pirata
Con il termine software pirata si indica un software che possiede identiche caratteristiche dell'originale ma che è privo della licenza commerciale alla vendita o all'uso.

## Il software dell'illegale
La produzione, vendita e diffusione di software pirata è chiaramente un'attività illegale, perseguita dalla legge. Da sempre i produttori di software cercano di rendere i propri prodotti non copiabili (inserendo ad esempio la necessità di riconoscimento di "parole" o chiavi di accesso fornite separatamente) senza però riuscire nel loro intento.
Per creare software pirata i cracker stanno ormai scoprendo molti nuovi sistemi, tra cui l'uso di crack per sostituire il file "loader" ovvero quello che fa partire il software, quello di creare delle keygen, dove basta cliccare un pulsante per creare un nuovo "serial" o "chiave d'accesso" e i software per la copia dei cd sono moltissimi (i più noti sono Nero Burning ROM, Clone cd, Alcohol 120%, ecc..) come i programmi per scoprire il tipo di protezione (come ClonyXXL).
In genere tali oggetti si possono trovare nei canali P2P (Peer to peer) oppure si trovano presso commercianti di prodotti informatici che li spacciano con la falsa sembianza di software originale anche se il mezzo più diffuso è lo "scambio" di software tra conoscenti, reputato anche quello meno rischioso.

## Motivazione
Alcuni dei motivi per cui si infrange il diritto d'autore sono i seguenti:
- Prezzo – mancanza di volontà o incapacità di pagare il prezzo richiesto dai venditori legittimi
- Test e valutazione – provare prima di pagare per quello che potrebbe essere di scarso valore
- Indisponibilità – nessun venditore legittimo che fornisca il prodotto nella lingua o nel paese dell'utente finale: non ancora lanciato lì, già ritirato dalle vendite, mai da vendere lì, restrizioni geografiche sulla distribuzione online e sulla spedizione internazionale
- Utilità – il prodotto legittimo viene fornito con vari mezzi (DRM, blocco regionale, codice regionale DVD, codice regionale Blu-ray) per limitare l'uso legittimo (backup, uso su dispositivi di diversi produttori, uso offline) o viene fornito con pubblicità non saltabili e avvisi anti-pirateria, che sono rimossi nel prodotto non autorizzato, rendendolo più desiderabile per l'utente finale
- Esperienza d'acquisto – nessun venditore legittimo che fornisca il prodotto con la qualità richiesta tramite distribuzione online e tramite un sistema di acquisto con il livello di facilità d'uso richiesto
- Anonimato – il download delle opere non richiede identificazione mentre i download direttamente dal sito web del proprietario del copyright spesso richiedono un indirizzo email valido e/o altre credenziali
- Libertà di informazione – opposizione alla legge sul diritto d'autore in generale

## Il problema pirateria
È comunque interessante il dibattito che sta nascendo riguardo all'esigenza di porre sui software prodotti un copyright e quindi una licenza. Molti informatici e politici progressisti sostengono infatti l'inutilità del copyright oltre che la sua inefficacia contro i sempre più moderni sistemi di decifrazione e copia illegali. Ci si è infatti resi conto che non giovano sistemi come l'inasprimento delle pene per i "pirati" o l'innalzamento dei livelli di protezioni. È quindi la stessa licenza a essere messa in dubbio.
A questo proposito si sviluppa sempre più il mondo dell'open source, ovvero del software libero che spazia dal sistema operativo (Debian, Slackware,...) al browser come Mozilla Firefox.
Anche molti governi si stanno muovendo in questo senso, cercando un accordo con le case produttrici di software per eliminare la pirateria risolvendo alla radice il problema copyright.
L'approccio delle case produttrici di software al problema della pirateria risulta in alcuni casi ambiguo, visto che la pirateria incrementa la diffusione del software dell'azienda e nel lungo periodo può beneficiare l'azienda stessa; per esempio un dirigente della Microsoft, Jeff Raikes, ha dichiarato che la Microsoft preferisce che si pirati il loro software piuttosto che quello della concorrenza;È indubbio che uno dei fattori dell'incredibile successo della PlayStation in occidente sia da attribuirsi al costo irrisorio della modifica hardware che permette di eseguirvi software pirata.

## Gli albori della pirateria
Il fenomeno pirateria risale quasi sicuramente all'inizio degli anni ottanta, con la diffusione degli home computer a 8 bit. A quel tempo la maggior parte del software era registrato su nastro magnetico o su floppy e bastava avere un semplice duplicatore di cassette per copiare un'intera cassetta gioco. Spesso era sufficiente utilizzare un normale registratore musicale a due sportelli.
In italia, negli anni '80, paradossalmente il software pirata veniva venduto legalmente nelle edicole. A quel tempo la legge sul diritto d'autore non tutelava ancora il software, quindi bastava semplicemente modificare il nome del gioco e alcune parti di esso, traducendo eventualmente la lingua.

## Freebooting
Il termine "freebooting" è stato utilizzato per descrivere la copia non autorizzata di media online, in particolare video, su social media come Facebook, YouTube o Twitter. La parola stessa era già in uso dal XVI secolo, riferendosi ai pirati, e significava "saccheggio". Questa parola – un portmanteau di “freeloading” e “bootlegging” – è stata suggerita dallo YouTuber e podcaster Brady Haran nel podcast Hello Internet. Haran ha sostenuto il termine nel tentativo di trovare una frase più emotiva di "violazione del copyright", ma più appropriata di "furto".